# Gazeta Polska (Wochenzeitung)

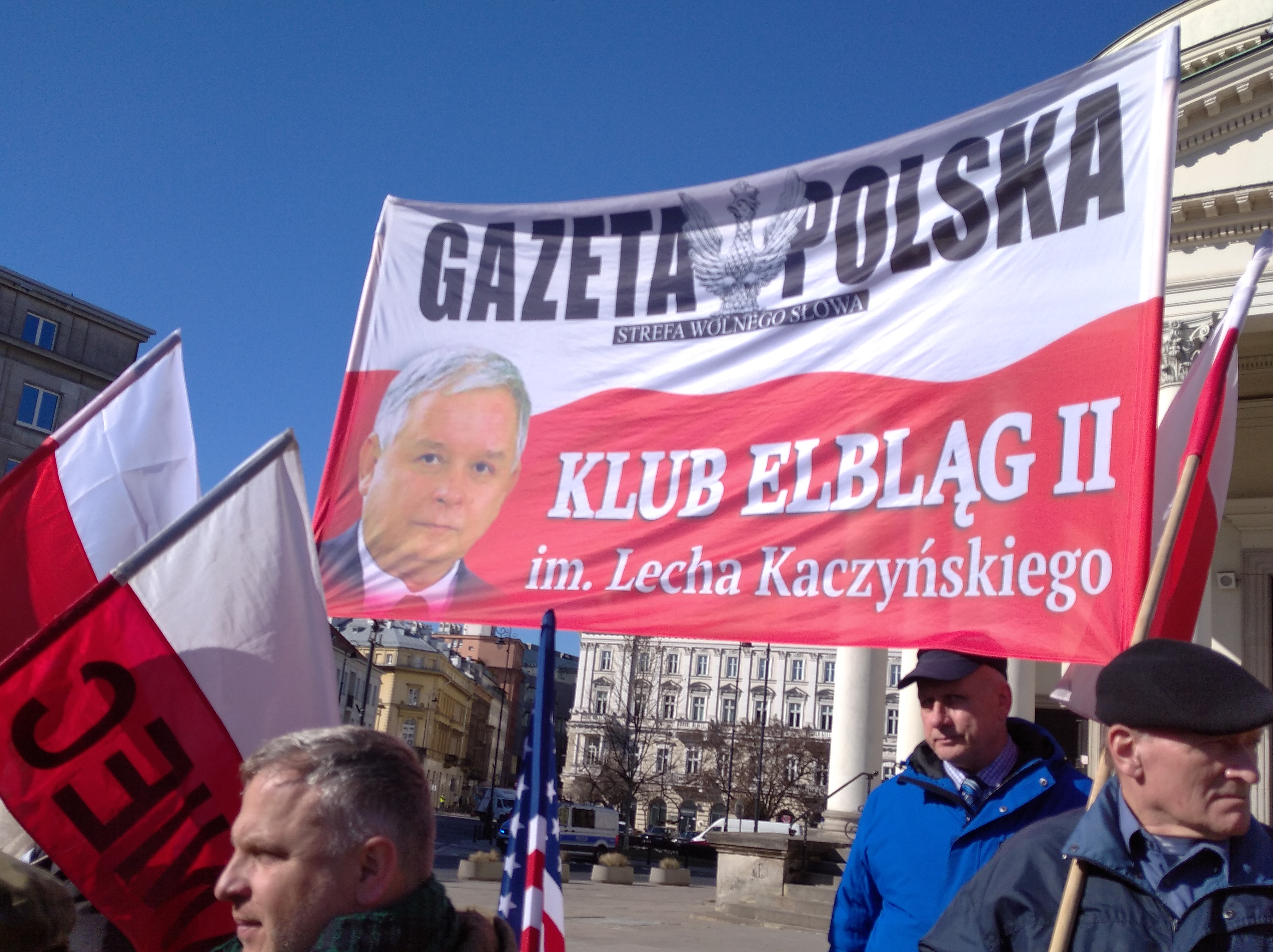
Gazeta Polska - Klub Elblag II demonstriert für Lech Kaczynski

Gazeta Polska (deutsch: Polnische Zeitung) ist eine polnischsprachige, rechtspopulistische bis rechtsextreme Wochenzeitschrift, die in Polen erscheint. Sie wird vom Verlag Forum SA herausgegeben und ist die Schwesterpublikation der Tageszeitung Gazeta Polska Codziennie und der Monatszeitschrift Niezależna Gazeta Polska - Nowe Państwo.

## Profil und Geschichte
Die Gazeta Polska wurde 1993 gegründet, Chefredakteur ist Tomasz Sakiewicz. Zu ihren Mitarbeitern gehören: Piotr Lisiewicz, Jacek Kwieciński, Eliza Michalik, Robert Tekieli, Krystyna Grzybowska, Maciej Rybiński, Jacek Łęski, Piotr Semka, Jerzy Targalski, Marcin Wolski, Tadeusz Isakowicz-Zaleski (2011–2014) und Rafał A. Ziemkiewicz.
Die gedruckte und elektronische Ausgabe der Gazeta Polska hatte im August 2020 eine Auflage von 24.129 Exemplaren.
Die Beschreibung ihrer politischen Ausrichtung reicht von konservativ über rechts, rechtsextrem und rechtsextrem nationalistisch. Der Gazeta Polska wird nachgesagt, die Sympathien der PiS-Anhänger gut zu repräsentieren.
Die Gazeta Polska unterhält eine Reihe von Klubs (Kluby Gazety Polskiej), die sich nicht nur in Polen, sondern auch im Ausland befinden, an Orten, an denen Polen präsent sind (Chicago, New York, London, Dublin, Paris, Leeds, Vancouver, Frankfurt, Berlin, Sydney). Die Klubs organisieren Treffen mit Schriftstellern, Politikern und Persönlichkeiten des öffentlichen Lebens, Kundgebungen und Demonstrationen. Seit 2012 organisierte die Gazeta Polska jährlich "Die große Reise nach Ungarn" (Wielki wyjazd na Węgry). Ein reservierter Zug verlässt den Warschauer Hauptbahnhof und hält auf dem Weg nach Ungarn in Radom, Kielce, Kraków, Tarnów und Nowy Sącz, um für Viktor Orbán zu demonstrieren.
Am 1. März 2019 beschwerte sich die französische Ministerin für Hochschulbildung, Forschung und Innovation Frédérique Vidal bei der polnischen Regierung darüber, dass das Seminar der New Polish School of Holocaust Scholarship, das an der School for Advanced Studies in the Social Sciences in Paris stattfand, von polnischen Aktivisten der Gazeta Polska "auf sehr organisierte Weise" grob gestört worden sei. Vidal erklärte weiter, dass Vertreter des polnischen Staates die Störung unterstützten.

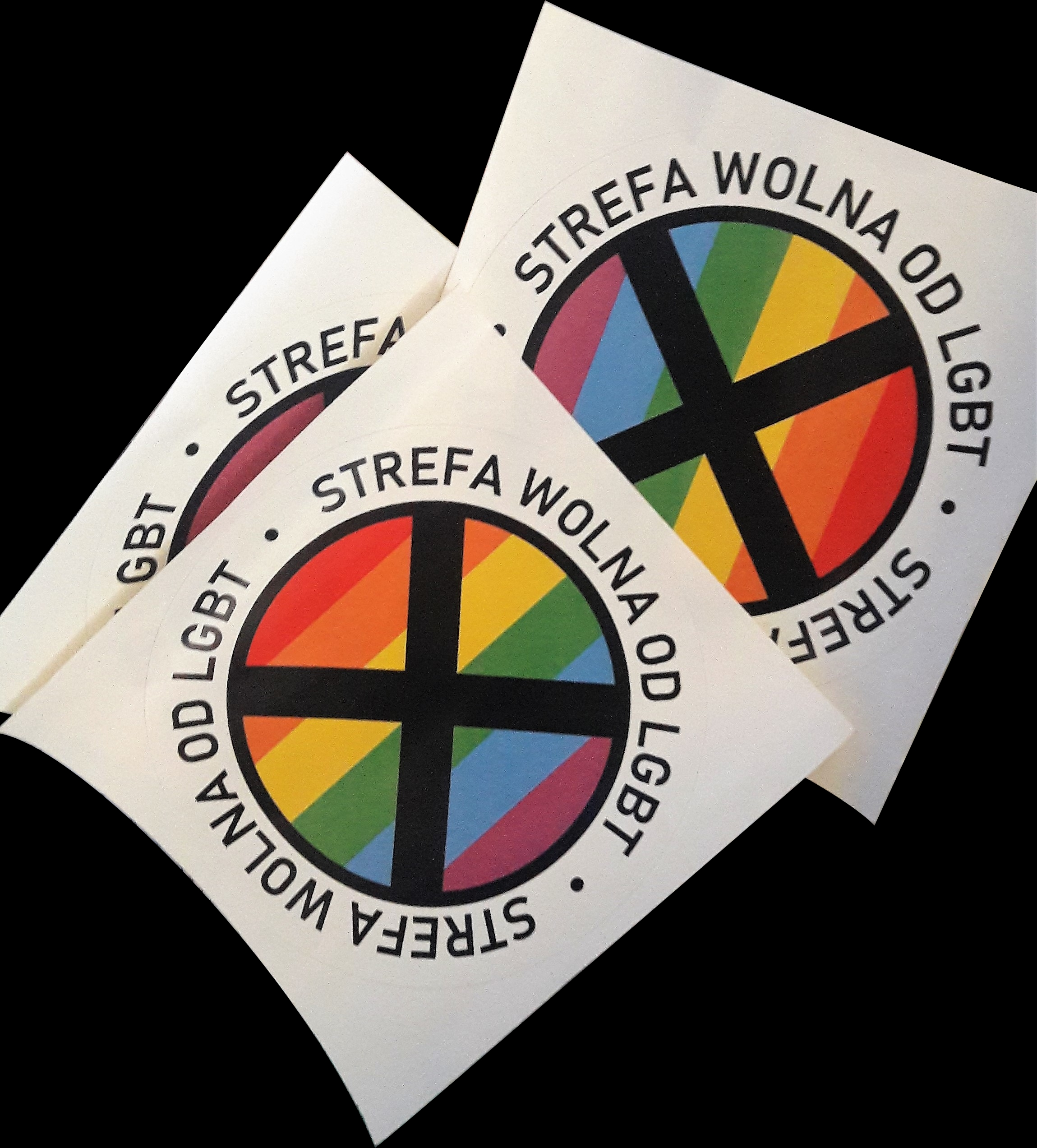
Aufkleber Strefa wolna od LGBT (LGBT-freie Zone)

2019 kündigte die Gazeta Polska Pläne an, Aufkleber mit der Aufschrift „LGBT-freie Zone“ an ihre Leser zu verteilen. Am 25. Juli wies ein Bezirksgericht in Warschau die Zeitung an, die Anti-LGBT-Aufkleber aus dem Verkehr zu ziehen. Der Herausgeber des Magazins wies das Urteil jedoch als "Fake News" und Zensur zurück. Die Zeitung setzte den Vertrieb der Aufkleber fort, änderte jedoch die Aufschrift in „LGBT Ideologie-freie Zone“.
Laut Recherchen des Internetmagazins Onet wurde die Zeitung indirekt durch die PiS subventioniert: Sie habe in den vorausgegangenen vier Jahren mindestens 60 Millionen Złoty (ca. 13,5 Millionen Euro) aus Werbeanzeigen staatlicher Konzerne erlöst, deren Vorstände von der PiS besetzt wurden.